# Тахмаконнелл
Тахмаконнелл (англ. Taughmaconnell [taxmə`kɔnel]; ирл. Teach Mhic Conaill, «дом МакКоннелла») — деревня в Ирландии, находится в графстве Роскоммон (провинция Коннахт) между Баллинасло и Атлоном.